# Nikolaus Weinbach

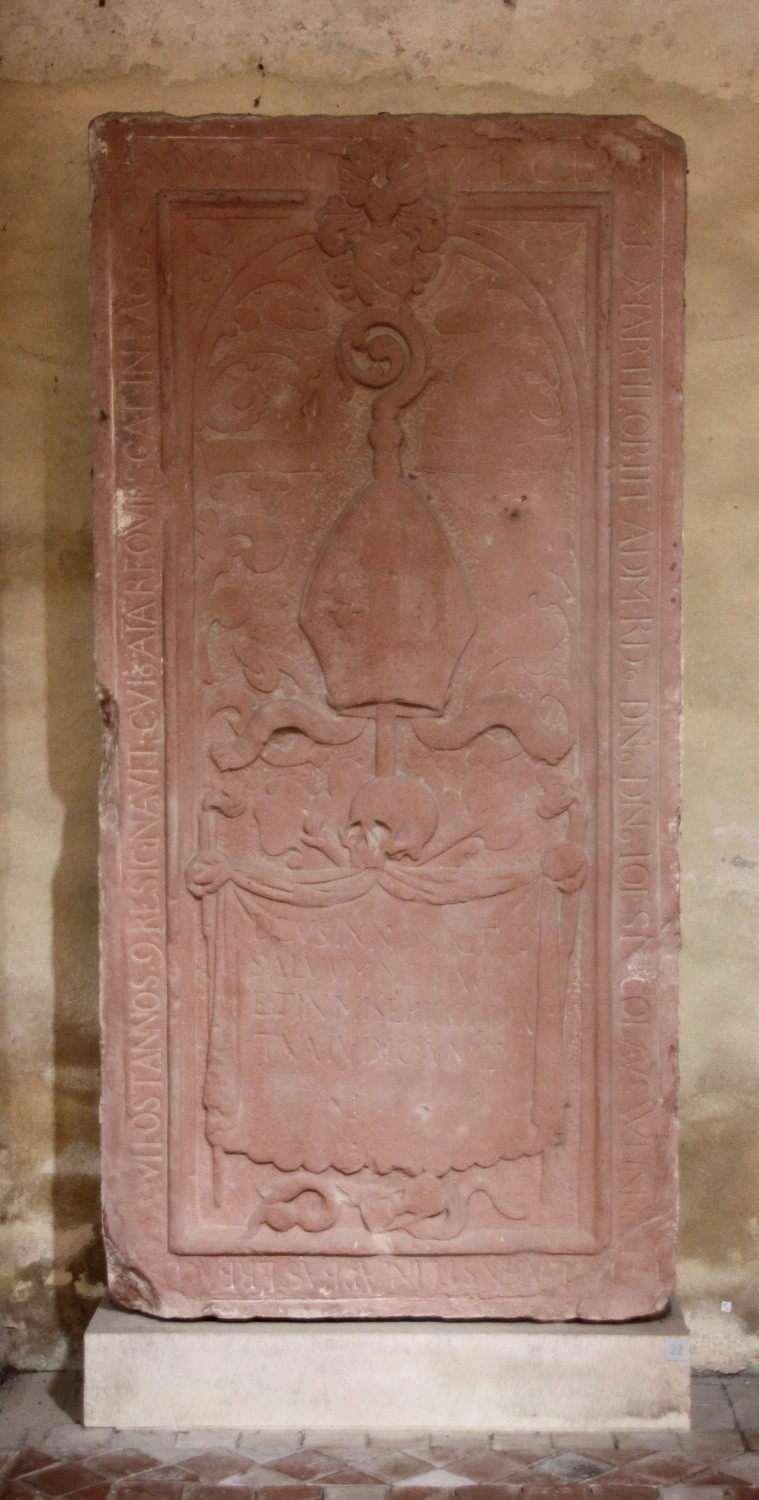
Grabplatte

Nikolaus Weinbach (* in Oberlahnstein; † 31. März 1658) war Abt des Klosters Eberbach.

## Leben
Nikolaus Weinbach wurde am 18. April 1633 im Kölner Exil zum Abt der 1631 durch den Dreißigjährigen Krieg aus dem Rheingau vertriebenen Mönchsgemeinschaft des Klosters Eberbach gewählt. Ende 1635 nach Eberbach zurückgekehrt, fand er das Kloster ausgeraubt und verwüstet. Mit geliehenem Geld und Sachspenden (die Liste der Wohltäter ist teilweise erhalten) begann er mit dem Wiederaufbau der Landwirtschaft und des klösterlichen Lebens. Seine Bemühungen zur Wiedererlangung der geraubten Bücher blieben ohne Erfolg, jedoch spendete Pfarrer Brigelius von Eltville seine kleine Bibliothek.
Weinbachs Bemühungen fanden jedoch nicht die Anerkennung des Mainzer Erzbischofs und Kurfürsten Anselm Casimir Wambolt von Umstadt. Ohne nachvollziehbaren Grund wurde Weinbach nach einer Klostervisitation verhaftet und dankte am 13. Mai 1642 ab, nachdem er durch ein Schreiben des Erzbischofs von den Vorwürfen entlastet worden war. Er lebte dann im Eberbacher Hof in Köln. Seine spätere Wiederwahl 1648 wurde durch den Erzbischof abgelehnt.